# Oraesia alliciens
Oraesia alliciens là một loài bướm đêm trong họ Noctuidae.